# Região Metropolitana do Vale do Paraíba
A Região Metropolitana do Vale do Paraíba (RMVP) é uma região metropolitana brasileira localizada no estado de Alagoas, criada pela Lei nº 30, de 15 de dezembro de 2011. É constituída pelo agrupamento de doze municípios: Anadia, Boca da Mata,Cajueiro, Capela, Chã Preta, Maribondo, Mar Vermelho, Paulo Jacinto, Pindoba, Quebrangulo, Tanque d'Arca e Viçosa.
Com a Lei nº 38, de 14 de junho de 2013, o município de Atalaia, que era sede da região, é excluído desta região metropolitana e é integrado à Região Metropolitana de Maceió. Consequentemente o município de Viçosa torna-se a nova sede.